# 이종태 (작곡가)
이종태(李鍾泰, 일본식 이름: 鈴木貴一郞, 1904년 ~ 1986년 4월 4일)는 일제강점기, 대한민국의 작곡가이며 지휘자이다.

## 생애
일제강점기에 이화여자전문학교 교수를 지냈다. 1934년 발족한 경성교향악단의 지휘자이기도 했다. 부인은 성악가였다.
1937년 조선총독부의 후원으로 결성된 조선문예회에 홍난파, 현제명 등 음악계의 중진들과 함께 가입했다. 최남선이 작사한 〈내일〉에 곡을 붙였고, 1937년 중일 전쟁이 발발한 뒤 이 단체가 개최한  애국 가요 대회에서는 역시 최남선의 〈김소좌를 생각함〉, 〈방호단가〉에 곡을 붙여 만든 친일 음악을 발표했다. 매일신보 주최의 '애국 가요의 밤'에서 발표된 〈총후(銃後)〉를 작곡했다.
불교계에서 조직하여 전쟁 지원을 위해 파견한 북지황군위문단에 악사 자격으로 참가해 북중국 전선에 일본군 위문을 다녀온 일이 있다. 1941년 역시 총독부의 후원으로 결성된 조선음악협회의 평의원과 1944년 현제명의 제2기 경성후생실내악단 상무이사를 역임했다.
광복 후 안익태를 기념하는 안익태선생기념사업회 공동대표를 맡았다.
2008년 발표된 민족문제연구소의 친일인명사전 수록예정자 명단 음악 부문에 선정되었다.
국립묘지 관리소장, 대한민국 육군 준장,  부인인 스즈키 미사호(鈴木美佐保)와 나란히 국립서울현충원에 안장 되었다.

## 같이 보기
- 북지황군위문단
- 경성후생실내악단

## 참고자료
- 강훈상 기자 (2005년 8월 29일). “'친일인명사전' 주요인물과 행적”. 연합뉴스. 2007년 9월 29일에 원본 문서에서 보존된 문서. 2007년 11월 1일에 확인함.